# アルバトロス
アルバトロスとは、ゴルフ競技でパー（基準の打数）から数えて3打少なくそのホールを終了すること。特に、パー5のホールを2打で終了することを指すことが多い。「ダブルイーグル」とも言う。

## 概要
アルバトロスという名は、「アホウドリ」の英名（英: albatross）で、アホウドリが翼と風を巧みに利用することで長距離を容易に飛ぶ鳥のひとつであることに由来している。
なお、アホウドリ自体も現在では絶滅危惧種に指定されているので、名実ともに滅多にお目にかかれない。ちなみにパー（基準の打数）から数えて4打少なく（パー5を1打、パー6を2打）でそのホールを終了することをコンドルと呼ぶ。
アルバトロスの達成で考えられるのはパー4の第1打目（ホールインワン）、パー5の第2打目が挙げられる。しかしそれを達成するのはパー3のホールインワンより至難の業とされている。
通常のイーグルは、パー5のホールでやりようによっては数十ヤードの位置から狙うことが可能であるため、難易度は比較的低い。パー3におけるホールインワンも、通常200ヤード弱の距離しか無いのに加えてティーショットで打てる。それに対しアルバトロスは、パー5のホールの場合でも1打目で稼げる距離にも限界があるため、2打目で200ヤード以上飛ばさなければいけない場合がほとんどであり、しかもそれをティーを使わず直接地面の上から打たなければならない。パー4のホールの場合に至っては350から400ヤードもの飛距離を求められる場合もあり、どうやっても届かない人の方が多い。

## アルバトロスの達成例
マスターズでは1935年にジーン・サラゼン（4日目15番パー5）、1967年にブルース・デブリン（1日目8番パー5）、1994年にジェフ・マガート（4日目13番パー5）、2012年にルイ・ウーストハイゼン（4日目2番パー5）、2016年にジャン・ハナ（3日目8番パー4）が達成している。サラゼンはその奇跡的な1打もあって首位に追いつき、プレーオフの末マスターズ優勝を果たしている。
1964年9月2日に米国のノーマン・L・マンリーは、米国カリフォルニア州のデルバル・カントリークラブでいずれもパー4の7番ホール(301m)・8番ホール(265m)で連続アルバトロス（すなわち連続ホールインワン）を達成した。
2011年7月15日時点では、日本の男子ツアーでは1986年以降で29回、女子ツアーでは1984年以降で10回記録されており（男子に比べて飛距離の出ない女子ツアーでは回数が少なくなっている）、男子では新井規矩雄、伊沢利光、デビッド・スメイル、宮里優作が、女子では有村智恵が複数回達成している（新井は1985年以前に1回記録したのを含めて3回、その他は2回）。パー4での達成は、中嶋常幸が1998年5月1日の中日クラウンズ2日目の1番パー4で達成した1例のみである。
2011年7月15日にスタンレーレディスゴルフトーナメント（東名カントリークラブ）で、有村が8番パー5でアルバトロスを記録したが、このラウンドで有村は16番パー3でホールインワンも記録し、ともに日本女子ツアー女子史上初となる2度目のアルバトロス、同一ラウンドでのホールインワン&アルバトロスを達成した。ホールインワンとアルバトロスを同時に達成したのは日本のプロツアーでは初めてで、世界の主要な女子ツアーでも初。米男子ツアーでは、2009年にニコラス・トンプソンが記録している。なお、ホールインワンとアルバトロスを同時に記録する確率は、約1000万ラウンドに1回と言われる。また、有村の1度目のアルバトロスは2009年4月24日のフジサンケイレディス（川奈ホテルGC富士C）の5番パー5で記録されたが、同日に男子ツアーのつるやオープンでスメイルが15番パー5でアルバトロスをマーク。同じ日に国内男女両ツアーで、ホールインワンよりも難しいとされるアルバトロスが達成される珍しい出来事が発生した。

## 日本プロゴルフツアーにおけるアルバトロスの達成例
| 日付           | 達成者     | 所在地                 | コース                       | 大会名・日程                              | ホール | ヤード | パー   |
| -------------- | ---------- | ---------------------- | ---------------------------- | ----------------------------------------- | ------ | ------ | ------ |
| 1968年6月28日  | 工藤幸裕   | 静岡県伊東市           | サザンクロスCC               | 関東プロゴルフ選手権 初日                 | 1番    | 495    | 5 (初) |
| 1984年7月1日   | 増田節子   | 北海道北広島市         | 廣済堂札幌CC                 | 北海道女子オープン 最終日                 | 4番    | 443    | 5 (初) |
| 1998年5月1日   | 中嶋常幸   | 愛知県愛知郡東郷町     | 名古屋GC和合                 | 中日クラウンズ 2日目                      | 1番    | 341    | 4 (初) |
| 2007年11月4日  | 上田桃子   | 三重県志摩市           | 近鉄賢島カンツリークラブ     | ミズノクラシック 最終日                   | 7番    | 485    | 5      |
| 2009年4月24日  | D.スメイル | 兵庫県川西市           | 山の原ゴルフクラブ山の原C    | つるやオープン 2日目                      | 15番   | 492    | 5      |
| 2009年4月24日  | 有村智恵   | 静岡県伊東市           | 川奈ホテルGC富士コース       | フジサンケイレディスクラシック 初日       | 5番    | 470    | 5      |
| 2009年11月29日 | 宮里優作   | 高知県安芸郡芸西村     | Kochi黒潮カントリークラブ    | カシオワールドオープン 最終日             | 18番   | 530    | 5      |
| 2011年7月15日  | 有村智恵   | 静岡県裾野市           | 東名カントリークラブ         | スタンレーレディスゴルフトーナメント 初日 | 8番    | 503    | 5      |
| 2012年5月18日  | 谷口徹     | 静岡県浜松市           | グランディ浜名湖ゴルフクラブ | とおとうみ浜松オープン 2日目              | 13番   | 531    | 5      |
| 2015年8月15日  | 渡邉彩香   | 長野県北佐久郡軽井沢町 | 軽井沢72ゴルフ北コース       | NEC軽井沢72ゴルフトーナメント 2日目       | 16番   | 480    | 5      |
| 2016年2月6日   | 矢野東     | ミャンマー・ヤンゴン   | ロイヤルミンガラドンG&C      | レオパレス21ミャンマーオープン 3日目      | 14番   | 542    | 5      |
| 2018年10月11日 | 杉山知靖   | 神奈川県横浜市         | 横浜CC                       | 日本オープンゴルフ選手権初日              | 14番   | 523    | 5      |